# 달천역
달천역(Dalcheon station, 達川驛)은 충청북도 충주시 대소원면에 있는 충북선의 철도역이다. 인근에 한국교통대학교 충주캠퍼스와 강동대학교 충주캠퍼스가 있다.
2010년 11월 1일부터 여객 취급이 중지되었다. 달천의 이름을 땄다.

## 연혁
- 알 수 없음 : 배치간이역으로 영업 개시
- 1951년 10월 10일 : 보통역으로 승격
- 1977년 5월 16일 : 여객 취급 중지[1]
- 1978년 11월 8일 : 현 역사 완공
- 1980년 1월 24일 : 무연탄화물 취급역으로 지정
- 1985년 2월 11일 : 여객 취급 재개
- 2010년 7월 1일 : 무배치간이역으로 격하
- 2010년 11월 1일 : 여객 취급 중지
- 2015년 5월 29일 : 화물 취급 중지[2]

## 사진

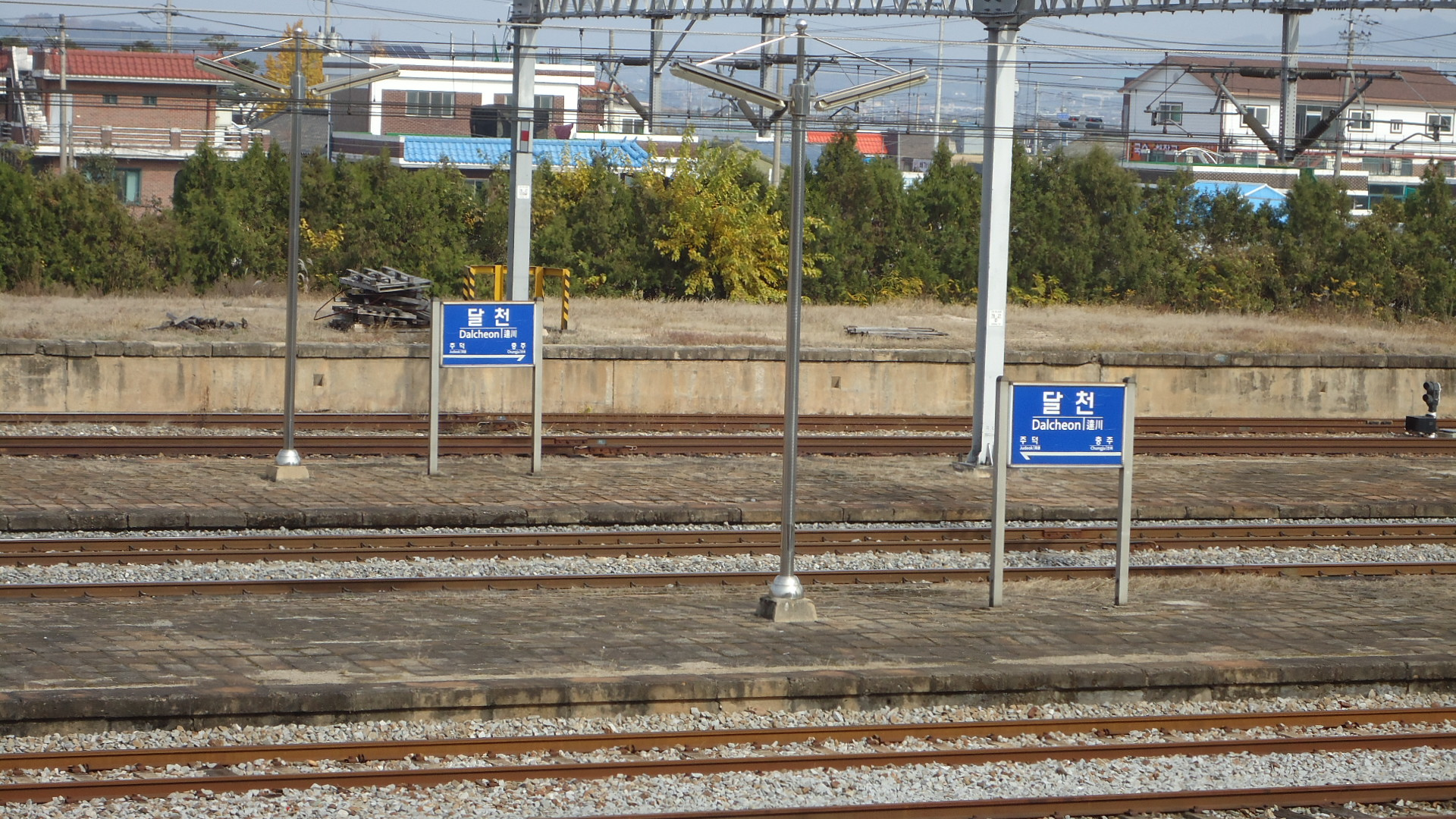
달천역 승강장